# Cyrtodactylus thirakhupti
Espèce
Cyrtodactylus thirakhupti est une espèce de geckos de la famille des Gekkonidae.

## Répartition
Cette espèce est endémique de la province de Surat Thani en Thaïlande.

## Description
Cyrtodactylus thirakhupti mesure environ 80 mm, queue non comprise. Son dos est brun clair avec des bandes jaunâtres surlignées de brun foncé.
Ce gecko nocturne est insectivore. Il est essentiellement terrestre.

## Étymologie
Cette espèce est nommée en l'honneur de Kumthorn Thirakhupt, de l'Université Chulalongkorn.

#### Publication originale
- (en) Olivier S. G. Pauwels, Aaron M. Bauer, Montri Sumontha et Lawan Chanhome, « Cyrtodactylus thirakhupti  (Squamata: Gekkonidae), a new cave-dwelling gecko from southern Thailand », Zootaxa, Auckland (Nouvelle-Zélande), Magnolia Press, vol. 772, no 1,‎ 14 décembre 2004, p. 1–11 (ISSN 1175-5326 et 1175-5334, DOI 10.11646/zootaxa.772.1.1, résumé, lire en ligne, consulté le 2 juillet 2017).